# Kahlkopf (Band)
Kahlkopf war eine 1983 gegründete Rechtsrock-Band aus Bad Homburg, Hessen.

## Bandgeschichte
Kahlkopf wurde 1983 gegründet. Nachdem die Gruppe 1985 ein Demo eingespielt hatte, spielte sie am 17. August 1985 auf dem „Rock gegen Links“-Festival in Lübeck vor etwa 600 Skinheads. Es handelte sich dabei um das erste größere Konzert der deutschen Rechtsrock-Bewegung. Neben den damals noch unbekannten Kahlkopf traten die britischen Bands Indecent Exposure und Die Hards auf sowie die Böhsen Onkelz. Den ursprünglich angekündigten Skrewdriver wurde die Einreise verweigert. 1986 folgte ein weiteres selbstbetiteltes Demo, das am 30. Juni 1994 indiziert wurde.
Kahlkopf erhielt anschließend einen Plattenvertrag bei der Kölner Plattenfirma Rock-O-Rama, die bis 1984 insbesondere Punk-Alben veröffentlichte. Insbesondere durch die Veröffentlichungen der britischen Band Skrewdriver wurde das Label zu einem international erfolgreichen Anbieter für den kurz zuvor entstandenen Rechtsrock.
1987 erschien das Debütalbum Der Metzger. Dieses hatte seinerzeit einen gewissen Status in der Neonaziszene, da es bis dahin nur wenige bekennende Szenebands gab, die LPs veröffentlichten. Zudem gab Kahlkopf damals Konzerte mit bekannten Oi!-Bands wie den Böhsen Onkelz und Vortex, die sich aber bald von Combos wie Kahlkopf distanzieren sollten. Der Metzger sowie ein Demo der Band wurden indiziert. 1991 wechselte die Band zu Metal Enterprises.
Nach drei regulären Studioalben erschienen noch diverse Tonträger unter dem Namen Kahlkopf, die nicht von der ursprünglichen Besetzung eingespielt wurden. Dies geschah, weil Ingo Nowotny von der Firma Metal Enterprises die Rechte an dem Gruppennamen besaß und den bekannten Namen daher weiter nutzte. 1997 erschien das Album Pogo im Parlament. Dieses entstand unter der Beteiligung von Daniel Giese (Stahlgewitter, Saccara) der das Album komplett mit Gastmusikern einspielte. Anschließend wurde mit Wir haben noch einen Koffer in Berlin ein Album unter dem Namen Kahlkopf veröffentlicht, welches Liedgut und Schlager aus den 1930er Jahren versammelt. Unter anderem bediente man sich hier bei den Comedian Harmonists, Zarah Leander und Theo Mackeben. Die Titel wurden von einer unbekannten Gastsängerin eingesungen. 2001 und 2003 erschienen zwei weitere Alben mit Daniel Giese, nämlich Im Namen des Herrn und Teppichmesser-Terroristen.
Die Gruppe Kahlkopf meldete sich 2010 mit einer eigenen Internetseite zurück. Die Originalmitglieder distanzieren sich von den Alben, welche nach dem Album III unter dem Namen Kahlkopf veröffentlicht wurden. 2015 erschien mit Die neuen Zeiten eine neue Single der Band über die spanische Plattenfirma Metal Bastard, allerdings ohne ihren damaligen Sänger Lutz Christopher. Stattdessen gründete dieser die Band Der Metzger. Der Name nimmt Bezug auf das erste Album der Band. 2015 veröffentlichte er das Debütalbum Hackfleisch Rock’n’Roll als Eigenproduktion. Die Band mit dem ehemaligen Sänger Lutz Christopher meldete sich 2018 mit einer neuen Internetpräsenz zurück.

## Musikstil
Die Texte der Band behandelten Gewaltfantasien, Trinklieder, Horror-Themen und Ausländerhass. Aus der Frühzeit der Band stammt auch das Lied Deutsches Blut, in dem die blonde, blauäugige Frau als Schönheitsideal stilisiert wird. Die Musik war eine Mischung aus einfach gespieltem Heavy Metal, Rechtsrock und Oi!, der recht untypisch für die Rechtsrock-Szene war. Der Gesang wurde mit einer „natürlichen tiefen Stimme“ vorgetragen und wirkte dadurch „kraftvoll und überzeugend“. Dennoch handelte es sich bis Mitte der 1990er Jahre um eine eher moderate Neonazi-Band. Nachdem Daniel Giese die Band übernommen hatte, entwickelte sich die Band jedoch zu einer harten Rechtsrock-Band im üblichen Stile Gieses. Das textliche Spektrum erweiterte sich um Rassismus und Antisemitismus.

## Diskografie
Offizielle Veröffentlichungen
- 1985: Demo 85
- 1986: Kahlkopf (Demo, indiziert[13])
- 1987: Der Metzger (Rock-O-Rama Records, indiziert[14])
- 1989: Nasse Katze (Single, Street Rock n Roll)
- 1990: Soldat (Rock-O-Rama Records)
- 1991: III (Nowotny’s Noize)
- 1993: Zeichen der Zeit (Single, Streetrock)
- 2015: Die neuen Zeiten (Single, Metal Bastard)
- unbekanntes Jahr: Freunde (United Records, Der Metzger ohne indizierte Lieder)

Ingo Nowotnys Kahlkopf
- 1997: Pogo im Parlament (Metal Enterprises, indiziert[15])
- 1999: Wir haben noch einen Koffer in Berlin (Metal Enterprises)
- 2001: Im Namen des Herrn (Nowotny Music Enterprises, indiziert[16])
- 2003: Teppichmesser-Terroristen (Nowotny Music Enterprises, indiziert[17])

### Samplerbeiträge
- 1990: 6 für Deutschland (Metal Enterprises)